# Флудин, Май-Луиза
Май-Луиза Флудин (швед. May-Louise Flodin) — победительница конкурса Мисс Мира 1952, на котором представляла Швецию. Она стала второй шведкой, одержавшей победу на этом конкурсе.
Благодаря титулу Флудин сделала успешную модельную карьеру, сочетая её с выступлениями на водных лыжах.
После неё остались четверо детей и шесть внуков.